# Шафрановий палац
Шафрановий палац (араб. قصر الزعفران) знаходиться в єгипетській столиці Каїрі, в районі Аббасії на дорозі Халіфа Мамон, всередині студмістечка університету Айна Шамса. 

## Історія
Палац шафранів був одним із королівських палаців, і кажуть, що в ньому народився Фарук Єгипетський. 
Палац складається з трьох поверхів, і його спроєктував єгипетський архітектор з французькою освітою Могрі бей Саад. Проєкт побудовано за часів режиму Ісмаїл-паші. Палац назвали так, тому що територія, що оточувала його, славилася шафрановими плантаціями. Його використовували для офісів адміністрації Єгипетського університету, коли він був заснований у 1925 році та Міністерством закордонних справ як гостьовий будинок для розміщення важливих відвідувачів. 
Палац також був свідком підписання англо-єгипетського договору 1936 р. та заснування Арабської ліги у березні 1945 р. 
 

Нарешті, в 1952 році він став використовуватись як головне адміністративне приміщення університету Айна Шамса. 

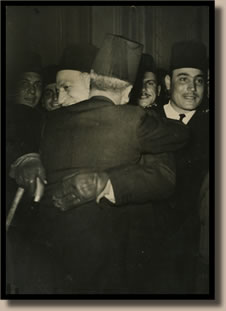
Зустріч між Мохаммедом Алі Елтахером  та Мустафою Ель-Нахасом у палаці (1950)
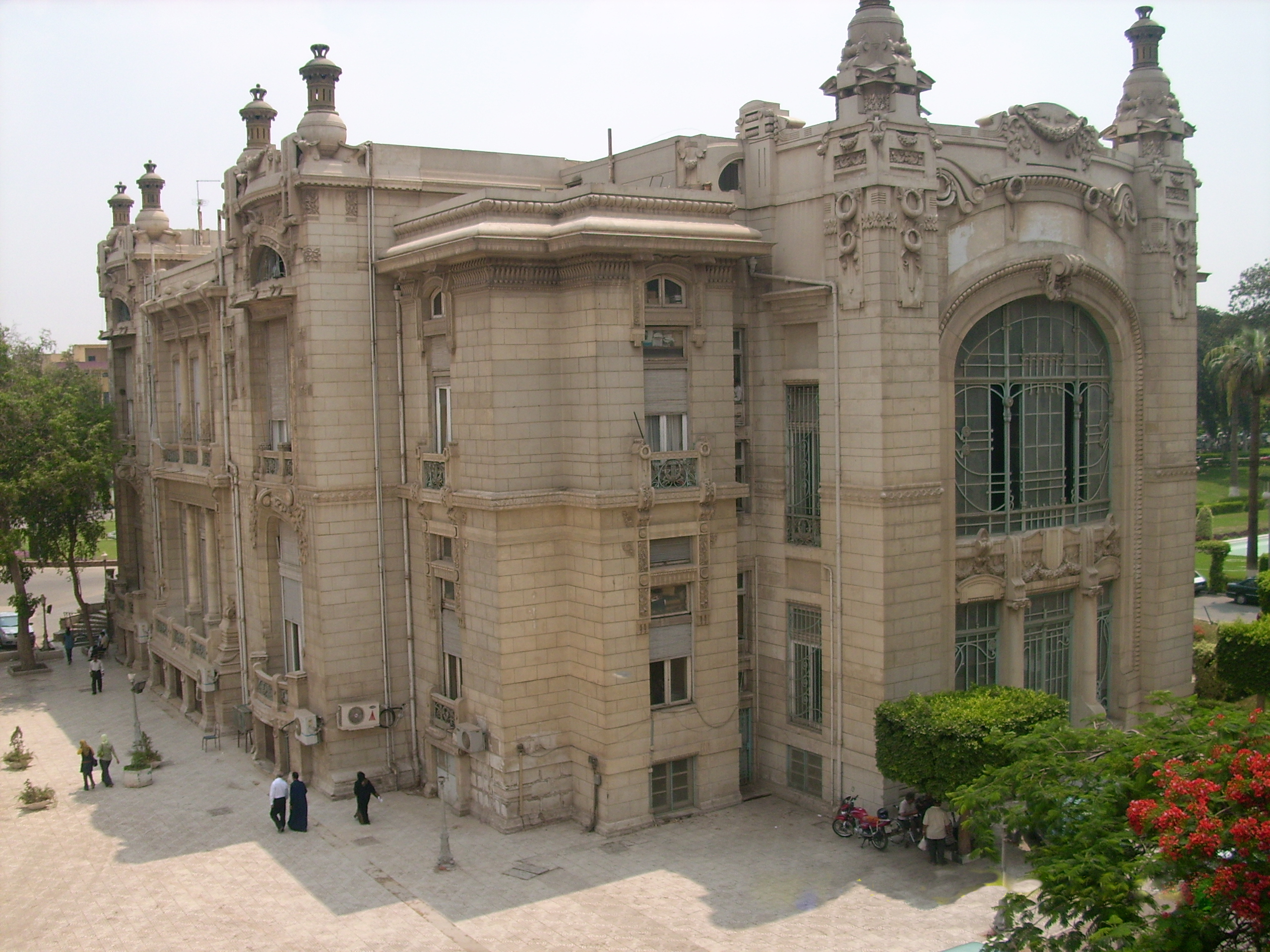